# Chorisochora
Chorisochora é um gênero botânico da família Acanthaceae.

## Espécies[1]
- Chorisochora minor
- Chorisochora striata
- Chorisochora transvaalensis